# مايك وليامز (عازف جاز)
مايك وليامز (بالإنجليزية: Mike Williams)‏ هو عازف جاز أمريكي، ولد في 30 يوليو 1957 في شريفبورت في الولايات المتحدة.

## وصلات خارجية
- الموقع الرسمي
- مايك وليامز على موقع ميوزك برينز (الإنجليزية)
- مايك وليامز على موقع ديسكوغز (الإنجليزية)